# Uromyces clignyioides
Uromyces clignyioides är en svampart som beskrevs av Gjaerum 1988. Uromyces clignyioides ingår i släktet Uromyces och familjen Pucciniaceae.   Inga underarter finns listade i Catalogue of Life.